# Gigantothrips yunnanensis
Gigantothrips yunnanensis (лат.) — вид трипсов рода Gigantothrips из семейства Phlaeothripidae (Thysanoptera).

## Распространение
Китай (Юньнань).

## Описание
Крупные трипсы (длина около 5 мм) с четырьмя бахромчатыми крыльями. Тело коричневое; все бёдра коричневые, передние голени жёлтые, средние и задние голени жёлтые с коричневым оттенком в базальной трети, все лапки жёлтые. От близких видов отличаются следующими признаками: IV сегмент антенн с 2 сенсорными конусами; основные волоски тонкие, жёлтые или коричневые; тергиты II—V с двумя крупными сигмовидными крыловидными волосками; пронотальные заднебоковые такой же длины, как передние. Передний край переднеспинки максимум с четырьмя парами волосков.  Голова значительно длиннее ширины, щёки параллельны с несколькими крепкими волосками; глаза нормальные, постокулярные волоски обычно не развиты; стилеты втянуты на одну треть головы, сближены; усики тонкие, 8-сегментные. Питаются на листьях фикуса Ficus tikoua.